# Windsor (Invercargill)
Pour les articles homonymes, voir Windsor.
Windsor est une banlieue de la cité la plus au sud de l’Île du Sud de la Nouvelle-Zélande qui est Invercargill.

## Démographie
Le secteur de Windsor couvre 1,61 km2 et a une population estimée à 3 230 résidents en juin 2022 avec une densité de population de 2 006 personnes par km2.
Windsor avait une population de 3 090 habitants lors du recensement de 2018 en Nouvelle-Zélande en augmentation de 141 personnes(4,8 %) depuis le recensement de 2013 et une augmentation de 57 personnes (1,9 %) par rapport au recensement de 2006 en Nouvelle-Zélande.
Il y a 1 470 logements avec 1 383 hommes et 1 704 femmes, donnant un sexe-ratio de 0,81 homme pour une femme.
L’âge médian est de 45,3 ans (comparé avec les 37,4 ans au niveau national), avec 531 personnes (17,2 %) âgées de moins de 15 ans, 465 personnes (15,0 %) âgées de 15 à 29 ans, 1 311 personnes (42,4 %) âgées de 30 à 64 ans, 780 personnes(25,2 %) âgées de 65 ans ou plus.
L’ethnicité est pour 87,9 % européens/Pākehā, 11,2 % Māori, 3,2 % venant du Pacifique, 5,6 % d’origine asiatique et 2,1 % d’une autre ethnicité (le total peut faire plus de 100 % dans la mesure où une personne peut s’identifier par de multiples ethnicités selon sa parenté).
La proportion de personnes nées outre-mer est de 12,8 %, comparée avec les 27,1 % au niveau  national.
Bien que certaines personnes refusent de donner leur religion dans le cadre des questions du recensement, 41,6 % n’ont aucun religion, 48,5 % sont chrétiens, 0,5 % sont hindouistes, 0,2 % sont musulmans, 0,7 % sont bouddhistes et 1,8 % ont une autre religion.
Parmi ceux d’au moins 15 ans d’âge, 492 personnes (19,2 %) ont une licence ou un degré supérieur et 573 personnes (22,4 %)  n’ont aucune qualification formelle.
Le revenu médian est de 32,100 $, comparé avec les 31,800 $ au niveau national.
429 personnes (16,8 %) gagnent plus de 70,000 $ comparées avec les 17,2 % au niveau national.
Le statut d’emploi de ceus d’au moins 15 ans d’âge, 1 233 personnes (48,2 %) sont employées à plein temps , 354 personnes (13,8 %) sont à temps partiel et 75 personnes (2,9 %) sont sans emploi.

## Éducation
- L’école Windsor North School (en) est une école primaire publique accueillant les enfants des années 1 à 6[3] avec un effectif de 343 élèves en novembre 2022

Elle était à l’origine appelée Invercargill North School et célébra son centenaire en 1977.
- L’école St Theresa's School est une école catholique intégrée au public, pour les années 1 à  6 [6] avec un effectif de 280 élèves.

Elle a ouvert en 1931.